# Divlje
Divlje (makedonska: Дивље) är en ort i Nordmakedonien. Den ligger i kommunen Petrovec, i den centrala delen av landet, 29 kilometer öster om huvudstaden Skopje. Divlje ligger 683 meter över havet och antalet invånare är 121.